# George John Dasch

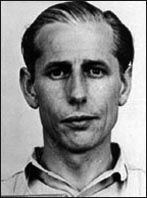
George John Dasch, 1942

George John Dasch (* 7. Februar 1903 in Speyer als Georg Johann Dasch; † 1. November 1991 in Ludwigshafen) war ein deutscher Agent, der 1942 während des Zweiten Weltkrieges im Zuge des Unternehmens Pastorius auf US-amerikanischem Boden landete.

## Leben
Mit 13 Jahren trat Dasch in ein katholisches Priesterseminar ein, wurde aber im darauf folgenden Jahr aus unbekannten Gründen von dort verwiesen. Mit Hilfe von falschen Altersangaben meldete er sich zur kaiserlichen deutschen Armee und wurde in den letzten Monaten des Ersten Weltkriegs in Belgien eingesetzt.
1923 reiste er als blinder Passagier über den Hafen von Philadelphia illegal in die Vereinigten Staaten ein und hielt sich anschließend in New York City auf. Vier Jahre lang war er in verschiedenen Restaurants als Kellner tätig und verbrachte eine Saison in einem Hotel in Miami Beach. Im Jahr 1927 meldete er sich als Gefreiter beim US Army Air Corps. 1930 heiratete er eine Amerikanerin. 1936 ging er eine zweite Ehe unter falschem Namen ein, um keinen Verdacht auf Bigamie aufkommen zu lassen. 1941 kehrte er nach Deutschland zurück.
Hier durchlief er eine dreiwöchige Spionageausbildung unter Leitung des OKW am Quenzsee bei Berlin. Im Laufe des Krieges verlor er sein Vertrauen in den NS-Staat, lief im Juni 1942 zum FBI über und half, das Spionageprogramm in den Vereinigten Staaten zu zerstören. Wegen Landesverrats und Spionage wurde er zunächst von einer durch Präsident Roosevelt einberufenen Kommission zur Todesstrafe verurteilt, die jedoch auf Ersuchen von J. Edgar Hoover und Attorney General Francis Biddle auf eine dreißigjährige Haftstrafe herabgesetzt wurde. Sechs Mitangeklagte wurden am 8. August 1942 auf dem elektrischen Stuhl hingerichtet. Im April 1948 wurde Dasch begnadigt und in die amerikanische Besatzungszone des besetzten Deutschland abgeschoben. Er starb 89-jährig in Ludwigshafen.